# 1960年逝世人物列表
1960年逝世人物列表：1月 - 2月 - 3月 - 4月 - 5月 - 6月 - 7月 - 8月 - 9月 - 10月 - 11月 - 12月
下面是1960年逝世的知名人士列表。

## 1月

### 1日
- 詹尼·弗朗喬利尼，義大利導演和編劇
- 玛格丽特·萨拉文，美國女演員

### 3日
- 維克多·舍斯特倫，瑞典演員

### 4日
- 阿尔贝·加缪，法國作家，諾貝爾獎獲得者
- 達德利·尼科爾斯，美國編劇

### 5日
- 唐納德·奈特，英國板球運動員

### 7日
- 多蘿西婭·錢伯斯，英國網球冠軍

### 9日
- 艾爾西·奧克森漢姆，英國兒童小說家

### 10日
- 亞瑟·卡彭德，美國海軍上將

### 11日
- 伊莎貝爾·埃姆斯利·赫頓，第一次世界大戰期間在塞爾維亞的蘇格蘭護士和精神病學家

### 12日
- 內維爾·舒特，英國出生的小說家

### 19日
- 達達薩赫布·托爾內，印度電影製片人

### 20日
- 馬特·摩爾，愛爾蘭裔美國演員

### 24日
- 埃德温·菲舍尔，瑞士鋼琴家和指揮家

### 25日
- 戴安娜·巴里摩爾，美國舞臺和電影女演員
- 拉特蘭·鮑頓，英國作曲家
- 貝諾·古騰堡，德裔美國地震學家[1]

### 27日
- 奧斯瓦爾多·阿蘭哈，巴西政治家

### 28日
- 佐拉·尼尔·赫斯顿，美國民俗學家、人類學家和作家

### 30日
- J.C.庫馬拉帕，印度經濟學家

## 2月

### 2日
- 斯瓦米·巴拉蒂·克里希納·提爾塔，印度教教師

### 3日
- 弗雷德·布斯卡廖內，義大利歌手和演員

### 6日
- 傑西·貝爾文，美國城市歌手

### 7日
- 伊戈尔·库尔恰托夫，蘇聯物理學家

### 8日
- 约翰·朗肖·奥斯丁，英國哲學家
- 贾莱斯·吉尔伯特·斯科特，英國建築師

### 9日
- 阿道夫·庫爾斯三世，美國釀酒商和綁架受害者
- 恩斯特·馮·多納尼，匈牙利指揮家[2]

### 10日
- 阿洛伊修斯·斯特皮納克，南斯拉夫羅馬天主教主教

### 12日
- 讓-蜜雪兒·阿特蘭，法國畫家

### 14日
- 木村昌福，日本海軍上將

### 20日
- J·H·律敦治，香港商人和慈善家。
- 伦纳德·伍利，英國考古學家
- 阿多内·佐利，義大利政治家，義大利第35任總理

### 29日
- 雅克·貝克爾，法國導演
- 蒙巴頓伯爵夫人埃德溫娜·蒙巴頓，印度末代總督
- 梅爾文·珀維斯，美國律師和聯邦調查局特工

## 3月

### 2日
- 斯坦尼斯瓦夫·塔紮克，波蘭將軍

### 4日
- 倫納德·沃倫，美國歌劇歌手

### 9日
- 傑克·比蒂，愛爾蘭政治家

### 11日
- 安得思，美國探險家、冒險家和博物學家
- 梶原琢磨，日本出生的美國攝影師

### 13日
- 路易士·瓦格納，法國大獎賽賽車手、飛行員
- 約瑟夫·茲維·哈利維，以色列拉比和法官

### 14日
- 奥利弗·柯克，美國奧運拳擊手

### 22日
- 何塞·安東尼奧·阿吉雷，西班牙政治家

### 23日
- 佛蘭克林·亞當斯，美國記者

### 26日
- 伊恩·基思，美國演員

### 27日
- 馬里奧·塔拉韋拉，墨西哥詞曲作者
- 格雷戈里奧·馬拉尼翁，西班牙醫生、科學家、歷史學家和哲學家。

## 4月

### 1日
- 端姑阿都·拉曼，马来亚第一任经由统治者会议选出的马来亚最高元首。
- 瑪德琳·羅蘭，法語翻譯家和和平活動家

### 3日
- 诺罗敦·苏拉玛里特，柬埔寨國王

### 5日
- 卡斯伯特·伯納普，英國運動員
- 彼得·盧韋林·大衛斯，與彼得潘同名
- 阿爾瑪·克魯格，美國女演員

### 10日
- 阿瑟·本杰明，澳大利亞作曲家

### 17日
- 艾迪·科克兰，美國搖滾歌手

### 24日
- 马克斯·冯·劳厄，德國物理學家，諾貝爾獎獲得者[3]
- 喬治·雷爾夫，英國演員

### 25日
- 阿曼諾拉汗，埃米爾和阿富汗國王
- 圖蘭·埃梅克西茲，土耳其學生，在示威中喪生

### 26日
- 古斯塔夫·林德布卢姆，瑞典奧運運動員

### 28日
- 卡洛斯·伊瓦涅斯·德尔坎波，智利軍官和政治人物，智利第20任總統

## 5月

### 2日
- 卡麗爾·切斯曼，美國罪犯（被處決）

### 3日
- 馬薩·涅米，芬蘭演員

### 8日
- 赫希·劳特派特，英國國際律師
- J·H·C·怀特海德，英國數學家

### 11日
- 小约翰·D·洛克菲勒，美國慈善家

### 12日
- 阿裡汗，巴基斯坦聯合國大使

### 14日
- 盧克雷齊婭·博里，西班牙歌劇歌手

### 22日
- 易卜拉欣·恰利，土耳其畫家

### 23日
- 喬治·克勞德，法國發明家
- 旁遮普摔跤手古蘭姆·穆罕默德·巴克什

### 24日
- 阿夫拉罕·阿農，以色列教育家和以色列獎獲得者

### 25日
- 拉斐爾·戈麥斯·奧爾特加，西班牙鬥牛士

### 27日
- 喬治·祖科，英國出生的角色演員
- 詹姆斯·蒙哥马利·弗拉格，美國藝術家、漫畫家和插畫家

### 30日
- 鲍里斯·列昂尼多维奇·帕斯捷尔纳克，俄羅斯作家，諾貝爾獎獲得者（已拒絕）

### 31日
- 瓦尔特·冯克，德國納粹政治家

## 6月

### 3日
- 安娜·鮑克，羅馬尼亞政治家[4]

### 4日
- 約瑟夫·哈勒，波蘭將軍
- 呂西安·利特菲爾德，美國演員

### 13日
- 肯·麦克阿瑟，南非運動員

### 14日
- 安娜·鮑克，羅馬尼亞共產主義政治家

### 17日
- 亞瑟·羅森，英國電影導演

### 18日
- 沙爾瓦·阿列克西-梅斯基什維利，喬治亞政治家

### 19日
- 克裡斯·布裡斯托，英國賽車手

### 20日
- 威廉·費爾貝恩，英國士兵、員警和徒手格鬥專家

### 25日
- 沃尔特·巴德，德国天文学家[5]
- 奧托·恩德，奧地利政治人物，奧地利第八任總理

### 27日
- 洛蒂·多德，英國網球運動員；溫布爾登女子冠軍，1887—88年，1891—93年

### 28日
- 莫裡克·埃斯特哈齊，匈牙利貴族和政治家，匈牙利第18任總理
- Jaume Vicens i Vives，西班牙歷史學家

## 7月

### 2日
- 瑪格麗塔·巴尼，義大利女演員

### 6日
- 安奈林·貝文，英國政治家[6]
- 漢斯·威爾斯多夫，德裔瑞士製表師，勞力士創始人[7]

### 7日
- 法蘭西斯·布朗，愛爾蘭耶穌會神父，以泰坦尼克號的最後一張照片而聞名[8]

### 12日
- 巴迪·阿德勒，美國電影製片人
- 弗朗西斯·澤維爾·格塞爾，澳大利亞羅馬天主教主教和傳教士

### 14日
- 路易·德布罗意，法國物理學家

### 15日
- 安東·朱利奧·布拉加利亞，義大利電影攝影師
- 塞特·佩爾森，瑞典政治家
- 勞倫斯·蒂貝特，美國歌劇歌手和演員

### 16日
- 阿爾貝特·凱塞林，德國陸軍元帥[9]
- 約翰·馬昆德，美國小說家
- 曼努埃爾·加米奧，墨西哥人類學家和考古學家

### 17日
- 帕維爾·彼得·戈伊迪奇，捷克斯洛伐克羅馬天主教僧侶和祝福
- 莫德·門滕，加拿大生物化學家

### 22日
- 阎锡山，中國軍閥和政治家

### 24日
- 漢斯·阿爾伯斯，德國演員和歌手[10]

### 26日
- 塞德里克·吉本森，愛爾蘭裔美國藝術總監

### 27日
- 格奧爾基·京謝瓦諾夫，保加利亞第27任總理

### 28日
- 恩里克·阿莫林，烏拉圭小說家

### 29日
- 哈桑·萨卡，土耳其第7任總理

## 8月

### 2日
- 弗朗西斯卡·弗倫奇，英國新教傳教士

### 5日
- 亞瑟·梅根，加拿大第9任總理

### 7日
- 瓦爾登·安斯沃思，美國海軍上將
- 路易士·安赫爾·菲爾波，阿根廷拳擊手

### 10日
- 弗蘭克·洛伊德，英國出生的美國電影導演
- 奧斯瓦爾德·維布倫，美國數學家、幾何學家和拓撲學家

### 14日
- 弗瑞德·克拉克，美國棒球運動員（匹茲堡海盜隊）和美國職業棒球大聯盟名人堂成員

### 17日
- 查理斯·萊德，美國將軍

### 18日
- 卡洛·埃米利奧·邦費羅尼，義大利數學家

### 22日
- 愛德華·普塞普，愛沙尼亞摔跤手
- 約翰內斯·西卡爾，愛沙尼亞政治家

### 23日
- 澤西·弗萊格，英澳橄欖球聯盟球員兼主席
- 奧斯卡·漢默斯坦二世，美國編劇

### 27日
- 斯坦利·克利福德·韋曼，美國冒名頂替者

### 28日
- 伯蒂·查爾斯·福布斯，英國海軍上將[11]

### 29日
- 哈扎·馬賈利，約旦首相
- 薇姬·鮑姆，奧地利作家
- 大衛·迪奧普，法屬西非詩人

## 9月

### 1日
- 蘇丹希沙慕丁沙，馬來西亞國王

### 4日
- 阿爾弗雷德·格林，美國電影導演

### 8日
- 費羅茲·甘地，印度政治家
- 奧斯卡·佩蒂福德，美國爵士弦樂演奏家

### 9日
- 尤西·比約林，瑞典男高音

### 11日
- 埃德溫·賈斯圖斯·梅耶，美國編劇[12]

### 13日
- 里奧·韋納，匈牙利作曲家

### 20日
- 艾達·魯賓斯坦，俄羅斯芭蕾舞演員
- 歐內斯特·威廉·古德帕斯圖爾，美國病理學家和醫生

### 22日
- 梅蘭妮·克萊因，奧地利裔英國精神分析學家

### 23日
- 凱薩琳·威廉姆斯，美國舞臺和無聲電影女演員

### 24日
- 馬蒂亞斯·塞貝爾，匈牙利作曲家

### 25日
- 艾米莉·波斯特，美國禮儀專家[13]

### 27日
- 西爾維婭·潘克赫斯特，英國女權主義者

### 29日
- 弗拉基米爾·季米特洛夫，保加利亞藝術家[14]

### 30日
- 聖約翰·菲爾比，出生於錫蘭的英國阿拉伯人[15]

## 10月

### 5日
- 阿尔弗雷德·克罗伯，美國人類學家

### 11日
- 理查德·克伦威尔，美國電影演員

### 12日
- 淺沼稻次郎，日本政治家（遇刺）

### 14日
- 艾布拉姆·約菲，蘇聯物理學家

### 15日
- 亨尼·波特恩，德國女演員和製片人
- 克拉拉·金博爾·楊，美國女演員

### 20日
- 愛德華·克里帕，1954 年懷俄明州美國政治家和參議員

### 21日
- 凱薩琳·斯圖爾特-默里，蘇格蘭貴族和政治家
- 马鸿宾，中國軍閥

### 24日
- 米特罗凡·涅杰林，蘇聯炮兵元帥，戰略導彈部隊司令，蘇聯英雄
- 葉夫根尼·奧斯塔舍夫，蘇聯第一控制多邊形NIIP-5（拜科努爾）負責人，列寧獎獲得者

### 25日
- 哈裡·弗格森，愛爾蘭工程師和發明家[16]

### 31日
- 哈羅德·勒努瓦·大衛斯，美國小說作家和詩人

## 11月

### 2日
- 迪米特裡·米特羅普洛斯，希臘指揮家、鋼琴家和作曲家
- 胡里奧·納克皮爾，菲律賓作曲家和將軍
- 山口二矢，日本極端民族主義刺客（自殺）

### 3日
- 鮑比·華萊士，美國棒球運動員（聖路易斯布朗隊）和美國職業棒球大聯盟名人堂成員
- 哈羅德·斯賓塞·鐘斯，英國天文學家

### 5日
- 沃德·邦德，美國演員
- 奧古斯特·蓋利特，愛沙尼亞作家
- 約翰尼·霍頓，美國鄉村歌手
- 麥克·森內特，加拿大電影製片人兼導演

### 6日
- 約翰·博尼通，澳大利亞商人和政治家
- 埃里希·雷德尔，德國海軍上將[17]

### 7日
- AP卡特，美國歌手和詞曲作者

### 11日
- 蒙特·阿特爾，美國拳擊手

### 12日
- 巴克利勳爵，美國單子學家

### 16日
- 保羅·福爾，法國社會黨政治家
- 克拉克·盖博，美國演員[18]

### 19日
- 菲利斯·哈弗，美國女演員

### 23日
- 艾倫·霍布斯，美屬薩摩亞第32任總督

### 24日
- 俄羅斯大公夫人奧麗加·亞歷山德羅夫娜，沙皇尼古拉二世的妹妹

### 25日
- 派翠亞、弥涅耳瓦和瑪麗亞·特蕾莎·米拉巴爾，三位多明尼加革命者（及其司機魯菲諾·德拉克魯茲）（被暗殺）

### 26日
- 海倫·赫爾維格，美國網球運動員

### 28日
- 舒新城，辞书编纂家，《辞海》前主编。
- 理查·賴特，美國小說家
- 德克·揚·德吉爾，荷蘭貴族、律師和政治家，荷蘭第26任首相

### 29日
- 安德魯·拉塞爾，紐西蘭陸軍上將

## 12月

### 5日
- 哈希姆·阿塔西，敘利亞政治家、敘利亞第二任總理和敘利亞第四任總統

### 7日
- 弗吉尼亞·巴里斯特裡里，義大利女演員
- 揚尼斯·德梅斯蒂查斯，希臘海軍上將

### 12日
- 克裡斯托弗·霍恩斯魯德，挪威第11任首相

### 13日
- 約翰·查理斯·托馬斯，美國歌劇歌手
- 南希·伊莉莎白·先知，以雕塑而聞名的非裔美國藝術家

### 14日
- 格雷戈里·拉托夫，俄羅斯演員兼導演

### 22日
- 尼尼安·康珀，英國建築師

### 25日
- 阿爾貝托·瑪麗亞·德·阿戈斯蒂尼，義大利傳教士

### 26日
- 朱塞佩·馬里奧·貝蘭卡，義大利裔美國飛機設計師和公司創始人
- 和辻哲郎，日本哲學家

## 日期不詳
- 西涅·伯格曼，瑞典女權主義者[19]